# Paral·lel 80° nord
El paral·lel 80° nord és una línia de latitud que es troba a 80 graus nord de la línia equatorial terrestre. Travessa Europa, Àsia, l'Oceà Pacífic, Amèrica del Nord l'oceà Atlàntic.

## Geografia
En el sistema geodèsic WGS84, al nivell de 80° de latitud nord, un grau de longitud equival a 19,393 km; la longitud total del paral·lel és de 6.982 km, que és aproximadament 17,4% de la de l'equador, del que es troba a 8.885 km i a 1.117 km del pol Nord
Com tots els altres paral·lels a part de l'equador, el paral·lel 80° nord no és un cercle màxim i no és la distància més curta entre dos punts, fins i tot si es troben al mateix latitud. Per exemple, seguint el paral·lel, la distància recorreguda entre dos punts de longitud oposada és 3.491 km; després d'un cercle màxim (que passa pel Pol Nord), només és 2.234 km.

## Durada del dia
En aquesta latitud, el sol és visible durant 24 hores i 0 minuts a l'estiu, i resta sota l'horitzó tot el dia en solstici d'hivern.

## Arreu del món
Començant al meridià de Greenwich i dirigint-se cap a l'est, el paral·lel 80º passa per:
| Coordenades                               | País, territori o mar | Notes |
| ----------------------------------------- | --------------------- | --- |
| 80° 0′ N, 0° 0′ E / 80.000°N,0.000°E      | Oceà Atlàntic         | Mar de Groenlàndia                                                                                        |
| 80° 0′ N, 15° 58′ E / 80.000°N,15.967°E   | Noruega               | Svalbard - illa de Spitsbergen                                                                            |
| 80° 0′ N, 16° 33′ E / 80.000°N,16.550°E   | Oceà Atlàntic         | Mar de Groenlàndia                                                                                        |
| 80° 0′ N, 18° 38′ E / 80.000°N,18.633°E   | Noruega               | Svalbard - illa de Nordaustlandet                                                                         |
| 80° 0′ N, 27° 10′ E / 80.000°N,27.167°E   | Mar de Barents        | passa al sud de les illes de Storøya i Kvitøya, Svalbard, Noruega · passa al sud de illa Victòria, Rússia |
| 80° 0′ N, 50° 34′ E / 80.000°N,50.567°E   | Rússia                | Terra de Francesc Josep – illa Northbrook                                                                 |
| 80° 0′ N, 51° 12′ E / 80.000°N,51.200°E   | Mar de Barents        | |
| 80° 0′ N, 58° 47′ E / 80.000°N,58.783°E   | Rússia                | Terra de Francesc Josep - Illa Salm                                                                       |
| 80° 0′ N, 60° 0′ E / 80.000°N,60.000°E    | Mar de Barents        | |
| 80° 0′ N, 66° 13′ E / 80.000°N,66.217°E   | Mar de Kara           | |
| 80° 0′ N, 91° 18′ E / 80.000°N,91.300°E   | Rússia                | Terra del Nord – Illa Pioner i fiord Matussévitx, illa de la Revolució d'Octubre                          |
| 80° 0′ N, 99° 20′ E / 80.000°N,99.333°E   | Mar de Làptev         | |
| 80° 0′ N, 105° 40′ E / 80.000°N,105.667°E | Oceà Àrtic            | |
| 80° 0′ N, 100° 9′ O / 80.000°N,100.150°O  | Canadà                | Nunavut – Illa de Meighen                                                                                 |
| 80° 0′ N, 98° 45′ O / 80.000°N,98.750°O   | Canal de Sverdrup     | |
| 80° 0′ N, 96° 37′ O / 80.000°N,96.617°O   | Canadà                | Nunavut – Illa d'Axel Heiberg                                                                             |
| 80° 0′ N, 87° 9′ O / 80.000°N,87.150°O    | Eureka Sound          | |
| 80° 0′ N, 86° 12′ O / 80.000°N,86.200°O   | Canadà                | Nunavut – Península de Fosheim, Ellesmere                                                                 |
| 80° 0′ N, 82° 44′ O / 80.000°N,82.733°O   | Fiord Cañon           | |
| 80° 0′ N, 82° 1′ O / 80.000°N,82.017°O    | Canadà                | Nunavut - Ellesmere                                                                                       |
| 80° 0′ N, 70° 40′ O / 80.000°N,70.667°O   | Estret de Nares       | |
| 80° 0′ N, 65° 2′ O / 80.000°N,65.033°O    | Groenlàndia           | Cap Clay                                                                                                  |
| 80° 0′ N, 17° 14′ O / 80.000°N,17.233°O   | Groenlàndia           | Illa de Hovgaard                                                                                          |
| 80° 0′ N, 17° 9′ O / 80.000°N,17.150°O    | Oceà Atlàntic         | Mar de Groenlàndia                                                                                        |